# Benoît Mangin
Pour les articles homonymes, voir Mangin.
Benoît Mangin, né le 3 juin 1988 à Clamart, dans les Hauts-de-Seine, est un joueur français de basket-ball. Il évolue au poste de meneur.
Il est sélectionné pour le All-Star Game LNB deux années consécutives en 2018 et 2019 et est élu meilleur passeur de l'édition 2019[réf. nécessaire].

## Carrière
Le 18 octobre 2019, lors d'un match à domicile contre Roanne, Benoît Mangin subit une déchirure des adducteurs. Le début de saison déjà compliqué pour l'ESSM est encore fragilisé par l'absence durant un mois du meneur.
Il quitte Le Portel en juin 2024 après 13 ans passés au club.

## Statistiques
| Saison    | Club           | Points/Match | Passes décisives/Match | Rebonds/Match | Interceptions/Match | Contres/Match |
| --------- | -------------- | ------------ | ---------------------- | ------------- | ------------------- | ------------- |
| 2019-2020 | ESSM Le Portel | 10,1         | 6,1                    | 2,3           | 0,8                 | 0,0           |
| 2018-2019 | ESSM Le Portel | 9,8          | 5,0                    | 2,0           | 0,9                 | 0,0           |
| 2017-2018 | ESSM Le Portel | 3,6          | 2,6                    | 1,5           | 0,2                 | 0,0           |
| 2016-2017 | ESSM Le Portel | 6,3          | 4,2                    | 2,4           | 0,5                 | 0,0           |
| 2006-2007 | Reims CB       | 1,1          | 1,1                    | 0,5           | 0,3                 | 0,0           |
| 2005-2006 | Reims CB       | 1,1          | 0,5                    | 0,3           | 0,3                 | 0,0           |